# Tasso (Tierregister)

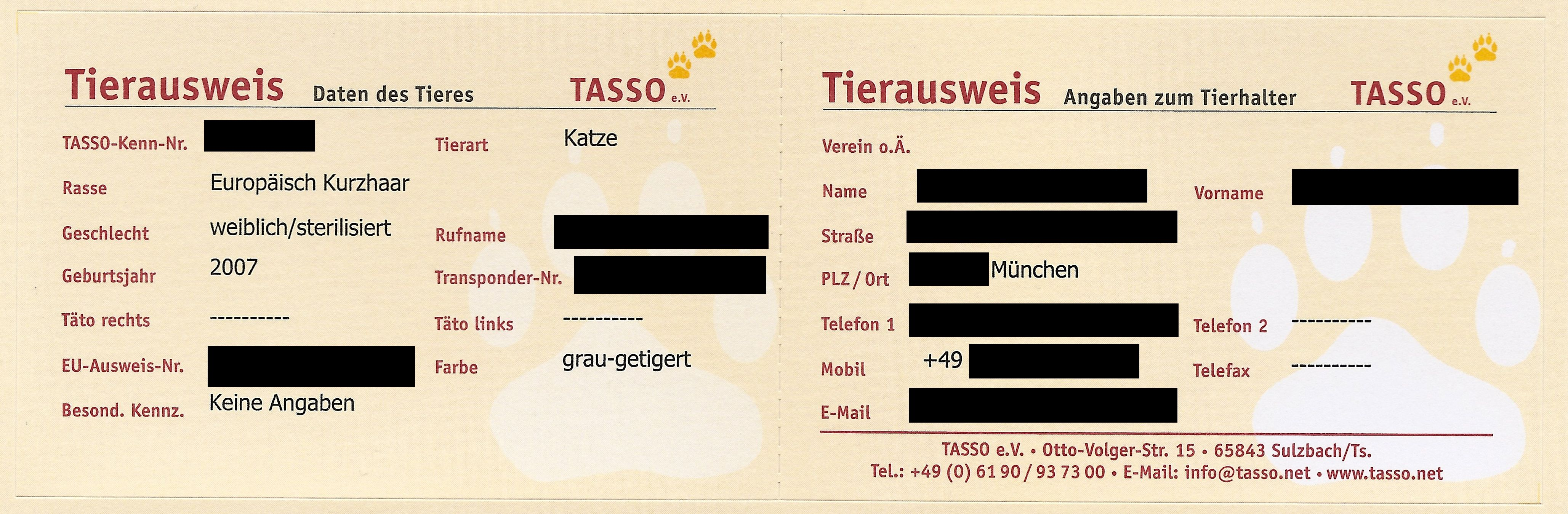
Tierausweis des Vereins (2016)

Die Tierschutzorganisation TASSO – Haustierzentralregister für die Bundesrepublik Deutschland betreibt nach eigenen Angaben Europas größtes Haustierregister mit Sitz in Sulzbach (Taunus).
Der Verein, der das Register betreibt, finanziert sich nach eigenen Angaben ausschließlich über Spenden. Rechtlich ist Tasso ein eingetragener Verein, der steuerlich nicht als gemeinnützig anerkannt ist. Laut eigenen Angaben hat Tasso rund 100 Mitarbeiter.
Die Bundestierärztekammer nennt das Tierregister von Tasso neben Findefix als Möglichkeit für Heimtierhalter, ihr Tier kostenlos zu registrieren, um es zu identifizieren und den Halter ausfindig machen zu können.

## Tierregistrierung

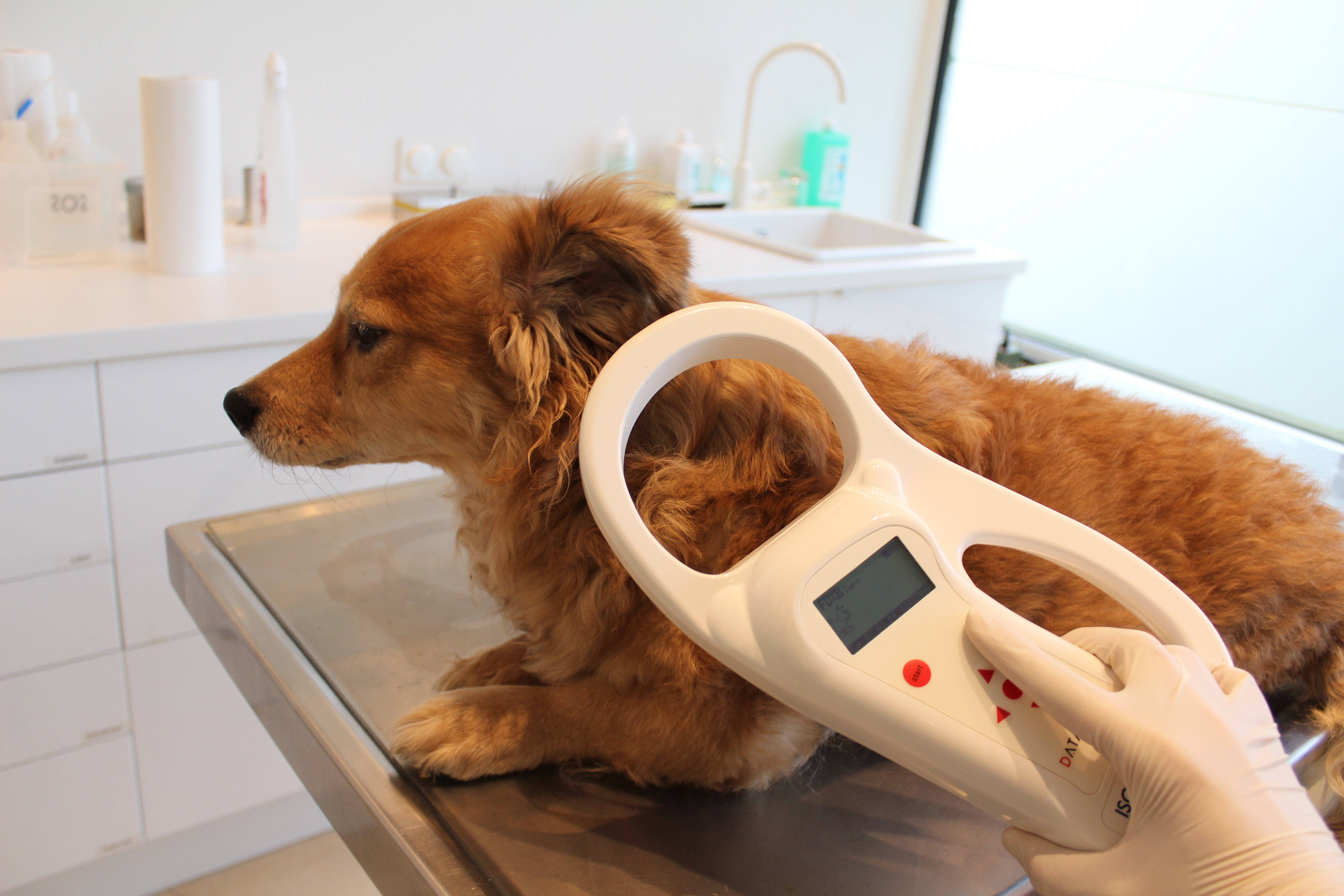
Ablesen des Transponders bei einem Hund

Die individuelle Markierung eines Haustieres durch einen Tierarzt, z. B. durch die Implantation eines Tiertransponders oder durch eine Tätowierung, ermöglicht, ein entlaufenes Tier später sicher (bzw. im Falle einer – aufgrund fehlender bundeseinheitlicher verbindlicher Standards in der Regel nicht eindeutigen – Tätöwierung mit einer gewissen Sicherheit) zu identifizieren. Der Transponder enthält jedoch über die Nummer hinaus keine weiteren Daten (wie etwa Name und Anschrift des Halters), so dass diese zusammen mit der Transpondernummer anderweitig erfasst und gespeichert werden müssen, um ein Tier an seinen Halter zurück vermitteln zu können. Die Registrierung und Erfassung der Daten in einem Haustierregister muss der Tierhalter in Deutschland selbst veranlassen.
Jeder Tierhalter kann sein Tier unter Angabe von Art, Rasse, Alter, Beschreibung und Name des Tieres sowie ISO-Transpondernummer und/oder Tätowiernummer und seinen Kontaktdaten kostenlos beim Verein registrieren lassen. Dies ist auch über das Internet möglich.

## Serviceleistungen
Im Verlustfall können verschiedene kostenlose Leistungen von Tasso zur Rückvermittlung des Tieres in Anspruch genommen werden. Auf der Homepage des Vereins werden Suchmeldungen von verlorenen Haustieren veröffentlicht. Bei länger entlaufenen Tieren stellt Tasso kostenlose Suchplakate mit Tierfotos zur Verfügung, die bei Bedarf auch kostenlos an Tierschutzvereine, Tierärzte und Zoofachgeschäfte in der Umgebung des Verlustortes des Tieres zum Aushang verschickt werden.

## Rechtliche Bedeutung in Deutschland
Auch wenn das Tierregister vereinsseitig als Haustierzentralregister bezeichnet wird, erfüllt es nicht die Funktion des zentralen Registers nach § 16 des Niedersächsischen Gesetzes über das Halten von Hunden. Die Führung dieses Registers obliegt dem Fachministerium bzw. einer von diesem beauftragten Landesbehörde. Eine Registrierung bei Tasso erfüllt nicht die Mitteilungspflicht des Hundehalters nach § 6 NHundG.
Auch in Hessen bestehen im Zusammenhang mit der geplanten Neufassung des Hundegesetzes Pläne für ein zentrales Register in Verantwortung des Landes. Auch hier wäre die Registrierung bei Tasso also kein Ersatz. In einer Stellungnahmen zu dem entsprechenden Gesetzentwurf wies der Bundesverband praktizierender Tierärzte darauf hin, dass das Führen des Registers einer der beiden großen Tierdatenbanken in Deutschland, Tasso oder Findefix, übertragen werden solle, da nur eine bundesweit aufgestellte Datenbank die Rückführung entlaufener Tiere sicherstelle und eine bundeslandgebundene Registrierung das nicht erreichen könne. Auch Tasso äußerte sich in seiner Stellungnahme entsprechend.